# Jerzy Einhorn
Jerzy Einhorn wł. Josef Chil Ajnchorn (ur. 26 lipca 1925 w Częstochowie, zm. 28 kwietnia 2000 w Sztokholmie) – lekarz i polityk.
Pochodził z żydowskiej rodziny, syn Pinkusa i Sury z domu Blibaum. Przeżywszy zagładę częstochowskiego getta, był więźniem obozu pracy Hasag-Pelcery. W 1945 zdał maturę w obecnym II LO im. R. Traugutta w Częstochowie i rozpoczął studia medyczne na Uniwersytecie Łódzkim. Rok później przez Danię dotarł do Szwecji.
Przez kilkadziesiąt lat pracował w najbardziej prestiżowym centrum onkologicznym Szwecji – Radiumhemmet. Współtworzył szwedzki system opieki społecznej; współdecydował, komu przyznać Nagrodę Nobla w dziedzinie fizjologii i medycyny. W latach 1991–1994 zasiadał w Riksdagu z ramienia chadecji. Był jedną z najbardziej popularnych osób publicznych w Szwecji. Swoje wspomnienia zawarł w książce Wybrany, aby żyć.
Jego córką jest Lena Einhorn, reżyserka filmowa, autorka m.in. zrealizowanego w Polsce filmu Podróż Niny.
Spoczywa w kwaterze żydowskiej na Norra begravningsplatsen.